# Gare de Saint-Pol-de-Léon
Gare de Saint-Pol-de-Léon vasútállomás Franciaországban, Saint-Pol-de-Léon településen.

## Vasútvonalak
Az állomást az alábbi vasútvonalak érintik:
- Morlaix-Roscoff-vasútvonal

## Kapcsolódó állomások
A vasútállomáshoz az alábbi állomások vannak a legközelebb:
- Gare de Morlaix (Gare de Morlaix, Morlaix-Roscoff-vasútvonal)
- Gare de Roscoff (Gare de Roscoff, Morlaix-Roscoff-vasútvonal)